# Erwin Kramer
Erwin Kramer (Piła, 1902. augusztus 22. – Kelet-Berlin, 1979. november 10.) német politikus, műfordító, mérnök és katona. Volt az NDK közlekedési minisztere és az ország állami vasúttársaságának vezetője.
1945 és 1970 között volt a SED vezető tagja, 1958 és 1979 között a Volkskammer is soraiban tudhatta. Megkapta a Német Demokratikus Köztársaság Nemzeti Díját is.